# The Hunt for Red October (1987)
The Hunt for Red October ist ein Unterseeboot-Simulations-Computerspiel, das 1987 zu dem Roman Jagd auf Roter Oktober erschien. Es wurde von Oxford Digital Enterprises entwickelt und von Argus Press für Atari ST, Amiga, Apple II, Macintosh, ZX Spectrum, MSX, Commodore 64 und IBM PC veröffentlicht. Eine Portierung für den Apple IIgs erschien 1989.

## Spielprinzip
Ziel des Spiels ist es mit einem Atom-U-Boot der Sowjetunion in die USA zu desertieren. In einer Kartenansicht wird die eigene Position und die anderer sowjetischer U-Boote angezeigt, die versuchen einen abzufangen. Bei der Antriebsart kann zwischen Diesel und Nuklear sowie Schiffsschraube und Caterpillar gewechselt werden, um auf Schleichfahrt zu gehen. Zur Verteidigung kann man auf Periskoptiefe gehen und Torpedos abfeuern.

## Rezeption
Beim Scrollen ruckele es auf dem Atari ST ziemlich stark, auch das Scrolling der Amiga-Version sei verbesserungswürdig. Es sei eine Simulation, die es in sich habe. Positiv hervorzuheben sei auch, dass das Ziel nicht traditionell rein kriegerischer Natur sei. Toll sei die Idee, Schiffe an ihren Geräuschen zu erkennen. Leider laufe das Spielprinzip auf langatmiges Versteckspiel hinaus und verlange vom Spieler viel Geduld.